# Рамака
Рамака (итал. Ramacca) је насеље у Италији у округу Катанија, региону Сицилија.
Према процени из 2011. у насељу је живело 10137 становника. Насеље се налази на надморској висини од 263 м.

## Становништво
Према резултатима пописа становништва 2011. у општини је живело 10.775 становника.
| 1931. | 1936. | 1951.  | 1961.  | 1971. | 1981. | 1991.  | 2001.  | 2011.  |
| ----- | ----- | ------ | ------ | ----- | ----- | ------ | ------ | ------ |
| 7.705 | 8.243 | 10.146 | 10.450 | 9.146 | 1.871 | 10.383 | 10.459 | 10.775 |